# 722
Раннє Середньовіччя. Триває чума Юстиніана. У Східній Римській імперії продовжується правління Лева III. Більшу частину території Італії займає Лангобардське королівство, деякі області належать Візантії. У Франкському королівстві формально править династія Меровінгів при фактичній владі в руках Карла Мартела. В Англії триває період гептархії. Авари та слов'яни утвердилися на Балканах. Центр Аварського каганату лежить у Паннонії. Існують слов'янські держави: Карантанія та Перше Болгарське царство.
Омеядський халіфат займає Аравійський півострів, Сирію, Палестину, Персію, Єгипет, Північну Африку та Піренейський півострів. У Китаї править династія Тан. Індія роздроблена. В Японії почався період Нара. Хазарський каганат підпорядкував собі кочові народи на великій степовій території між Азовським морем та Аралом. Відновився Тюркський каганат.
На території лісостепової України в VIII столітті виділяють пеньківську й корчацьку археологічні культури. У VIII столітті продовжилося швидке розселення слов'ян. У Північному Причорномор'ї співіснують різні кочові племена, зокрема булгари, хозари, алани, авари, тюрки, кримські готи.

## Події
- Розпочалася друга війна між хозарами й арабами на Кавказі. У лютому-березні хозари вчинили рейд у Вірменію. 21 липня араби захопили столицю хозарів Баленджер, але війська хозарів відійшли, уникнувши прямого зіткнення.
- Мажордом Франкського королівства Карл Мартел провів успішний похід проти саксів.
- Битва при Ковадонзі. Початок Реконкісти.
- 30 листопада англійського монаха Вінфріда, що отримав ім'я Боніфатій, папа римський направив як єпископа-місіонера проповідувати християнство на землях на північ від Рейну. З іменем Боніфатія пов'язують виникнення в 744 році знаменитого Фульдського монастиря у Франкському королівстві.